# Wang Song
Wang Song (汪嵩S, Wāng SōngP; Guiyang, 12 ottobre 1983) è un calciatore cinese, centrocampista dello Shenzhen Xin Pengcheng.